# گائلکو
گائلکو (انگلیسی: Gaelco) شرکت بازی ویدئویی اسپانیایی است، که در سال ۱۹۸۵ تأسیس شد.